# Amphithalamus falsestea
Amphithalamus falsestea is een slakkensoort uit de familie van de Anabathridae. De wetenschappelijke naam van de soort is voor het eerst geldig gepubliceerd in 1968 door Ponder.